# Силвия Сейнт
Силвия Сейнт (на английски: Silvia Saint, Sylvia Saint) е артистичен псевдоним на Силвия Томчалова (на чешки: Silvie Tomčalová) – чешка порнографска актриса и еротичен модел.
Родена е на 12 февруари 1976 г. в град Кийов, Чехия.
Включена е в залата на славата на AVN.

## Биография

### Образование и ранна кариера
След като завършва средното си образование учи две години мениджмънт в Бърно и става управител на хотел в град Злин. По-късно работи и в други компании като счетоводител и координатор по маркетинг, но решава, че работата ѝ е финансово незадоволителна и поради това започва да се изявява като модел. Първоначално се снима с бельо, а след това прави фотосесии за списания. През 1996 г. печели титлата „Любимка на годината“ на чешкото издание на списание Пентхаус.

### Кариера в порнографската индустрия
Дебютира като актриса в порнографската индустрия през 1997 г., когато е на 21-годишна възраст. Първия си филм снима в Прага за компанията „Private Media Group“. По-късно се мести в САЩ, където прекарва три години, работейки в порноиндустрията. Голяма част от работата ѝ включва анален секс, но е популярна и за изпълненията си на орален секс, тематични лесбийки филми, както и междурасови сцени. Предпочита в сцените си да има водеща и властова позиция спрямо партньорите си.
Участва в порнофилма на „Private Media Group“ на космическа тематика – „Експериментът Уран“, който включва кратка сцена заснета на летящ самолет на височина 3400 метра. Самолетът с актьорите Силвия Сейнт и Ник Ланг рязко снижава, за да създаде моментна илюзия за безтегловност. Бюджетните ограничения дават възможност за снимане само на един дубъл в перфектна нулева гравитация, оставяйки актьорите само с един тесен 20-секунден прозорец от време, в който да се спуснат един към друг и да завършат сцената, правейки проникващ секс в свободно падане. Сцената е номинирана за награда Небула, но не печели.
На 19 март 2001 г. Силвия Сейнт официално обявява оттеглянето си от порноиндустрията и се установява да живее в Прага.
По-късно се завръща към порнографията, като снима само сцени с мастурбация и лесбийски секс, които сама продуцира.
През 2005 г. получава награда за цялостен принос по време на еротичния фестивал в Торино, Италия, а през 2012 г. е включена в залата на славата на AVN. Печели и други награди, сред които се отличават получената в Лас Вегас, САЩ през 1997 г. AVN награда за най-добро закачливо изпълнение; две награди на Hot d'Or през 2000 г. във Франция за най-добра европейска поддържаща актриса и за най-добро закачливо изпълнение; Ninfa награди на Международния еротичен филмов фестивал в Барселона, Испания за най-добра лесбийска сцена (2000 г.) и за най-добра актриса – избор на публиката (2004 и 2005 г.). Става носителка на титлата Пентхаус любимец за месец октомври 1998 г. на американското издание на списанието.

### Други изяви
През 2006 г. се снима за чешкото издание на списание Плейбой и е на корицата му в броя за месец май.
Участва заедно с Ейнджъл Дарк, Блу Ейнджъл, Луси Теодорова, Джулия Тейлър, Натали Ди Анджело, Дженифър Стоун и други порноактьори в цензурираната и нецензурираната версия на видеоклипа на песента „You Want My Booty“ на поп групата Miss Lucifer Girlz.

## Награди
Зали на славата /награди за цялостно творчество
- 2005: : Delta of Venus награда на фестивала „Торино секс“ за цялостно творчество.[12]
- 2012: : AVN зала на славата.[6]

Носителка на награди
- 1996: : Пентхаус любимка на годината (чешка версия на списанието)[18]
- 1997: : People's Choice Adult награда за най-добра новачка.[19]
- 1997: : AVN награда за най-добро закачливо изпълнение.[13]
- 1998: : Пентхаус любимка за месец октомври.[15][1]
- 2000: : Hot d'Or награда за най-добра европейска поддържаща актриса – „Le Contrat des Anges“.[14][20]
- 2000: : Ninfa награда на Международния еротичен филмов фестивал в Барселона за най-добра лесбийска сцена – „Alexia and Cie“ (с Ники Андерсън и Кейт Мор).[21]
- 2000: : CAVR награда за най-гореща звезда.[22]
- 2004: : Ninfa награда на Международния еротичен филмов фестивал в Барселона за най-добра актриса (избор на публиката).[23]
- 2005: : Ninfa награда на Международния еротичен филмов фестивал в Барселона за най-добра актриса (избор на публиката).[24]